# SkyTeam

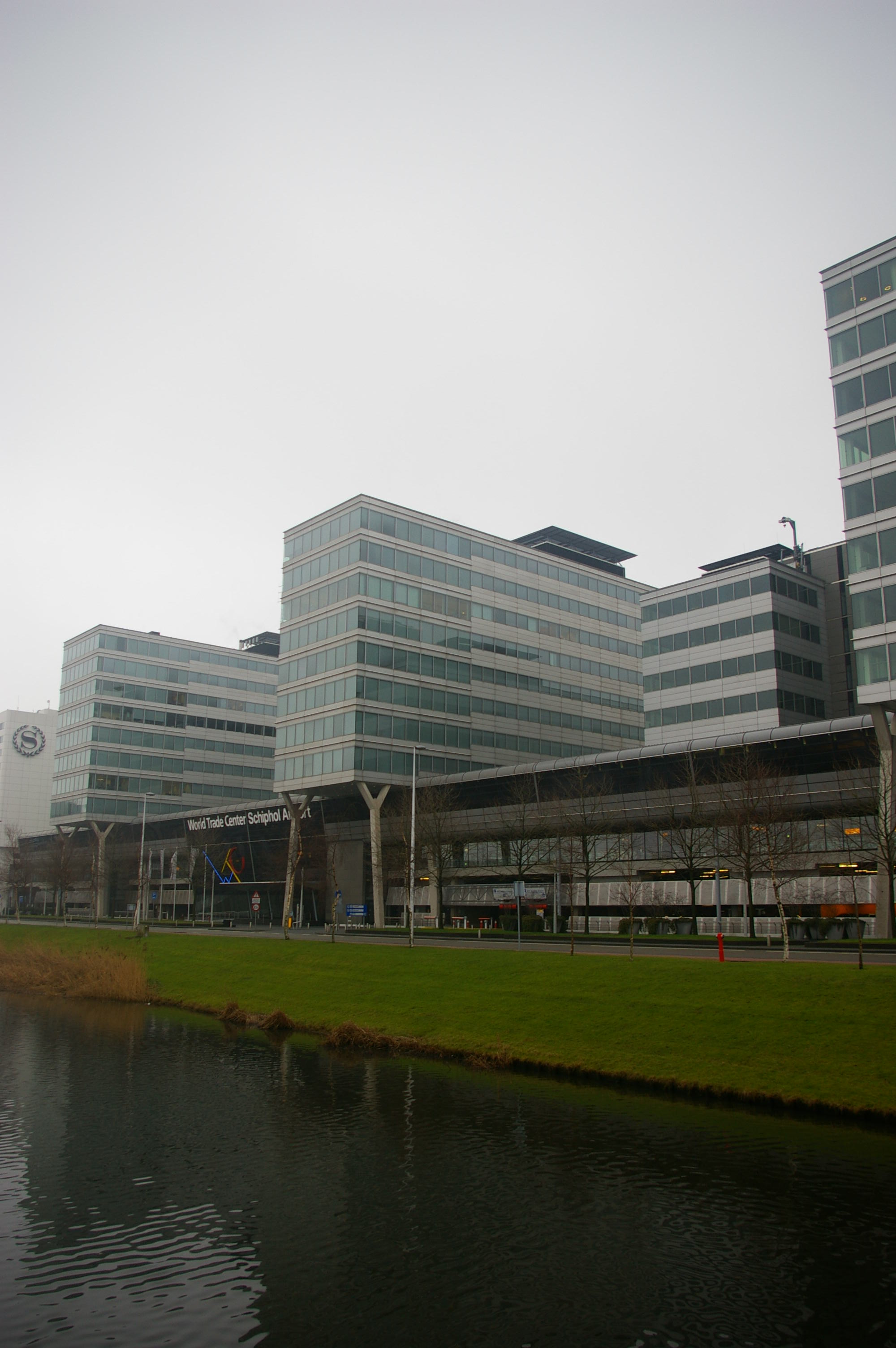
Schiphol World Trade Center — штаб-квартира SkyTeam

SkyTeam — другий за величиною авіаційний альянс після Star Alliance, створений 22 червня 2000. Альянс об'єднує 18 авіакомпаній з чотирьох континентів.

## Історія
- 2000 — Aeroméxico, Air France, Delta Air Lines, і Korean Air утворюють SkyTeam alliance 22 червня.
- 2001 — CSA Czech Airlines (25 березня) і Alitalia (27 липня) вступають в альянс.
- 2004 — 13 вересня приєднуються Continental Airlines, KLM Royal Dutch Airlines і Northwest Airlines. Їх одночасний вступ став найбільшим в історії альянсу. Після цього SkyTeam випереджає Oneworld і стає другим за величиною альянсом.
- 2005 — Незважаючи на те, що CSA обіцяла допомогти "Malév Hungarian Airlines стати партнером альянсу," Malév вирішила вступити в Oneworld.
- 2006 — Аерофлот вступив в Альянс. Компанії Middle East Airlines запропоновано стати партнером альянсу.
- 2007 — Air Europa, Copa Airlines, Kenya Airways 1 вересня стають партнерами альянсу. China Southern Airlines вступає в SkyTeam 15 листопада і стає 11-м повноправним членом і першим перевізником з материкової частини Китаю, який вступив у всесвітній авіаальянс.
- 2008 — Continental Airlines оголошує про намір перейти в Star Alliance.
- 2009 — Continental Airlines і Copa Airlines офіційно вийшли зі складу альянсу Sky Team 25 жовтня 2009 року.
- 2010 — Vietnam Airlines (10 червня) і TAROM (25 червня) вступили в альянс[3][4].
- 2010 — оголошено про вступ в альянс авіакомпанії China Airlines (Тайвань) в середині 2011 року[5].
- 2011 — China Eastern Airlines і її дочірня авіакомпанія Shanghai Airlines вступили в альянс SkyTeam 21 червня 2011 року.
- 2011 — China Airlines вступає в альянс SkyTeam 28 вересня 2011 року.
- 2012 — Saudi Arabian Airlines вступає в альянс SkyTeam 29 травня 2012 року.[6]
- 2012 — Middle East Airlines вступає в альянс SkyTeam 28 червня 2012 року.[7]
- 2012 — Aerolíneas Argentinas вступає в альянс SkyTeam 3 вересня (29 серпня (суперечливі дані, навіть в прес-релізі SkyTeam)) 2012 року.[8]
- 2014 — Garuda Indonesia вступає в альянс SkyTeam 5 березня і стає двадцятим повноправним учасником.
- 2019 — 31 грудня China Southern Airlines покинула альянс[9].
- 2021 — 15 жовтня Alitalia припинила діяльність і в такий спосіб залишила альянс[10]. Її наступниця, ITA Airways, вступила до альянсу 29 жовтня[11][12][13].
- 2022 — у лютому 2022 року Delta та KLM припинили дію код-шерингової угоди з Аерофлотом у зв'язку з російським вторгненням в Україну[14][15]. 27 квітня Аерофлот і Skyteam оголосили про призупинення членства Аерофлоту в альянсі[16].

## Члени альянсу

### Повноправні та афілійовані члени
На серпень 2022 року учасниками альянсу SkyTeam були наступні авіакомпанії:
| Авіакомпанія           | Дата вступу       | Афілійовані члени              |
| ---------------------- | ----------------- | ------------------------------ |
| Aerolíneas Argentinas  | 29 серпня 2012    | Austral Líneas Aéreas          |
| Aeroméxico             | 22 червня 2000    | Aeroméxico Connect             |
| Air Europa             | 4 вересня 2007    | Н/Д                            |
| Air France             | 22 червня 2000    | CityJet                        |
| China Airlines         | 28 вересня 2011   | Mandarin Airlines              |
| China Eastern Airlines | 21 червня 2011    | Shanghai Airlines              |
| Czech Airlines         | 25 березня 2001   | Н/Д                            |
| Delta Air Lines        | 22 червня 2000    | Delta Connection Delta Shuttle |
| Garuda Indonesia       | 5 березня 2014    | Н/Д                            |
| ITA Airways            | 29 жовтня 2021    | Н/Д                            |
| Kenya Airways          | 4 вересня 2007    | Н/Д                            |
| KLM                    | 13 вересня 2004   | KLM Cityhopper                 |
| Korean Air             | 22 червня 2000    | Н/Д                            |
| Middle East Airlines   | 28 червня 2012    | Н/Д                            |
| Saudia                 | 29 травня 2012    | Н/Д                            |
| TAROM                  | 25 червня 2010    | Н/Д                            |
| Vietnam Airlines       | 10 червня 2010    | Н/Д                            |
| Xiamen Airlines        | 21 листопада 2012 | Н/Д                            |

### Членство призупинено
| Авіакомпанія | Дата вступу    | Дата виходу    | Афілійовані члени |
| ------------ | -------------- | -------------- | ----------------- |
| Аерофлот     | 14 квітня 2006 | 28 квітня 2022 | Н/Д               |

### Колишні члени
| Авіакомпанія                  | Дата вступу       | Дата виходу    | Афілійовані члени |
| ----------------------------- | ----------------- | -------------- | --- |
| Alitalia-Linee Aeree Italiane | 27 липня 2001     | 15 жовтня 2021 | Alitalia CityLiner Alitalia Express Volareweb.com |
| Continental Airlines          | 13 вересня 2004   | 24 жовтня 2009 | Continental Connection → Cape Air → Colgan Air → CommutAir → Gulfstream International Airlines Continental Express → Chautauqua Airlines → ExpressJet Airlines Continental Micronesia |
| China Southern Airlines       | 15 листопада 2007 | 31 грудня 2018 | |
| Northwest Airlines            | 13 вересня 2004   | 31 січня 2010  | Northwest Airlink |

### Потенційні кандидати на вступ
- Узбекистон хаво йулларі — переговори про вступ авіакомпанії планується завершити до кінця 2017 року[17].